# Садковский овраг
Садко́вский овраг — малая река в районе Орехово-Борисово Южное Южного административного округа Москвы, верхний левый приток Шмелёвки. Точное происхождение названия не известно. Возможно, своё наименование овраг получил от фамилии Садков. Также гидроним может происходить от слова «садки», которым называли пруды для разведения рыбы или населённые пункты у таких водоёмов.
Прежняя длина реки составляла 1,6 км. Исток находился у пересечения Елецкой и Ясеневой улиц. По состоянию на начало 2018 года верховья засыпаны, водоток сохранился на протяжении 770 метров. Речное русло начинается и проходит по залесенному оврагу. Постоянное течение устанавливается в низовьях у Тамбовской улицы. Устье расположено в 350 метрах к востоку от пересечения Ясеневой и Воронежской улиц. К югу от Воронежской улицы река запружена.